# BlaBlaCar
BlaBlaCar je internetová platforma a největší komunita pro meziměstskou spolujízdu na světě. BlaBlaCar vymyslel francouzský podnikatel Frédéric Mazzella v prosinci 2003 a současnou společnost Comuto SA, která platformu provozuje, založil v roce 2006. BlaBlaCar spojuje řidiče a cestující, kteří jsou ochotni cestovat společně mezi městy a sdílet náklady na cestu. BlaBlaCar má více než 600 zaměstnanců a více než 45 milionů členů ve 22 zemích.
Členové se musí zaregistrovat a vytvořit si osobní profil, který zahrnuje hodnocení a recenze od jiných členů, ověření pomocí sociálních sítí, a rychlost odpovědí na otázky ostatních členů. Profily členů obsahují také úroveň zkušenosti, kdy nejzkušenější členové mají titul ambasador. Každý profil také zahrnuje informaci o tom, jak moc si daný člověk chce povídat při cestě (od málomluvného "Bla" přes hovorného "BlaBla" až po ukecaného "BlaBlaBla" - odtud název služby).
V dubnu 2015 získala společnost investici 100 milionů USD od venture kapitálových fondů včetně ISAI, Index a Accel, a v předchozích kolech dalších 1,2 milionů EUR od ISAI a 600000 EUR od zakladatelů, přátel a rodiny.
16. září 2015 získal BlaBlaCar dalších 200 milionů USD především od investorů z USA v investičním kole, které ocenilo hodnotu společnosti na 1,6 miliardy USD.
Služba lze používat přes webové stránky včetně mobilní verze, a také prostřednictvím aplikací pro iOS a Android.

## Historie
Frédéric Mazzella přišel poprvé s nápadem na spolujízdu v roce 2003, když se snažil dostat domů na Vánoce. Autobusy a vlaky byly v té době vyprodané, ale všiml si, že na silnicích jezdí hodně aut, která měla prázdná místa. Neměl ale žádnou možnost, jak se nechat svézt. V roce 2008 založili zakladatelé internetovou komunitu pod názvem Covoiturage.fr, o které říkali, že je to jako Facebook s rezervacemi. Covoiturage.fr měl původně jak C2C model, který byl zdarma, tak B2B model, kdy prodávali softwarovou platformu pro společnosti, které podporovaly spolujízdu mezi zaměstnanci. Tímto způsobem prodali až 200 platforem. B2B model nicméně nebyl ziskový a vyžadoval příliš mnoho úprav a tlak na nízké náklady, takže se zakladatelé zaměřili výhradně na C2C model a snažili se přijít na to, jak jej zlepšit a zpeněžit.

## Obchodní model
Podnikatelský model je založený na párování nabídky a poptávky po cestování na dlouhé vzdálenosti, kdy se majitelé aut snaží zaplnit prázdná místa během cesty, u které dopředu ví, že ji pojedou.

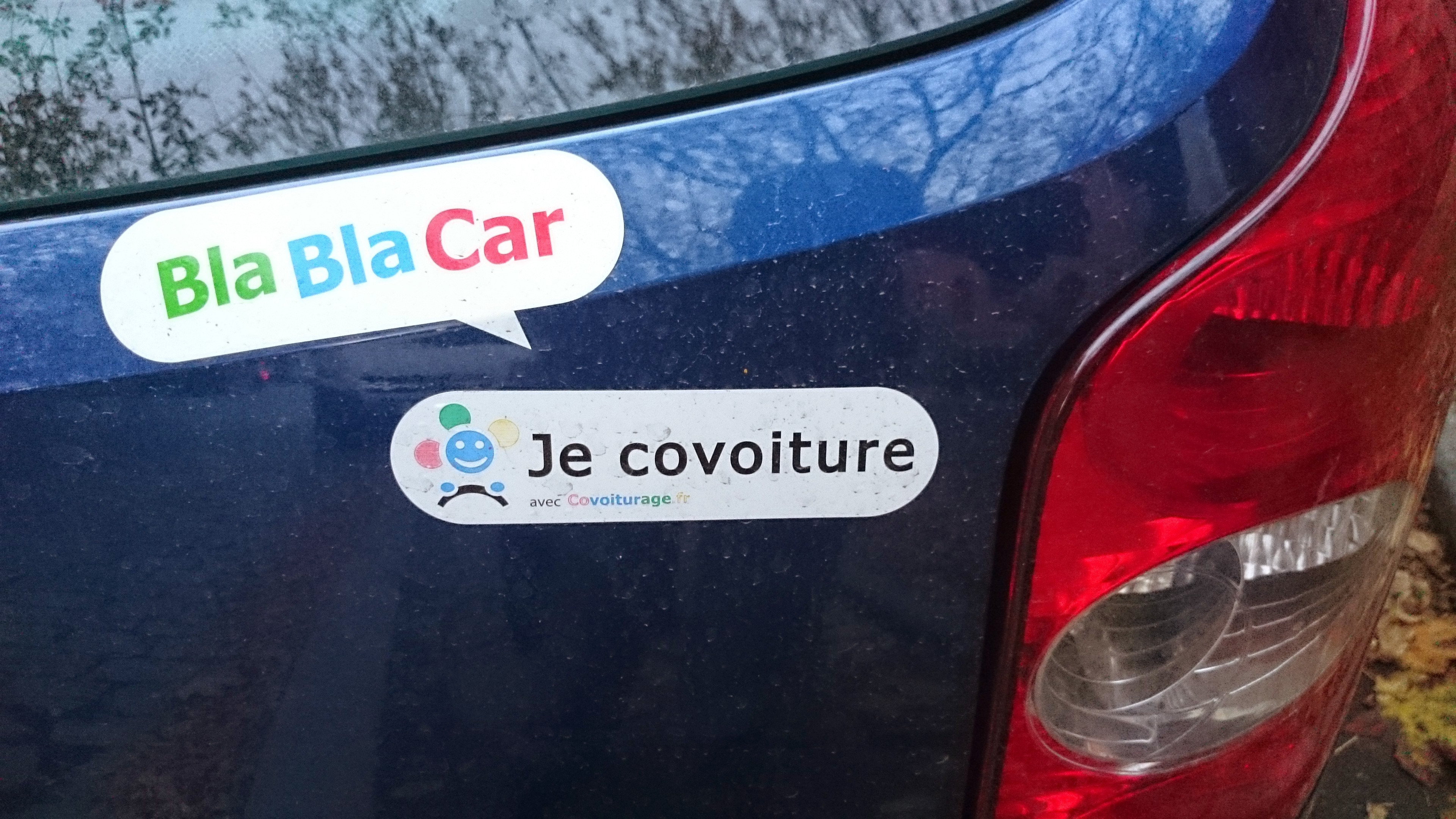
BlaBlaCar nálepka na auto

## Mezinárodní expanze

Dostupnost BlaBlaCar ve světě v prosince 2016

- BlaBlaCar se rozšířil do Španělska v roce 2009 [15]
- BlaBlaCar zahájil provoz ve Velké Británii v červnu 2011 [16]
- BlaBlaCar zahájil provoz v Nizozemsku, Lucembursku, Belgii, Polsku a Portugalsku v říjnu 2012 [17]
- BlaBlaCar zahájil provoz v Itálii v březnu 2012, kdy koupil místní službu PostoinAuto.to [18]
- BlaBlaCar zahájil provoz v Německu v dubnu 2013 [19]
- BlaBlaCar se rozšířil na Ukrajinu a do Ruska se v lednu 2014, když získal Podorozhniki [20][21]
- BlaBlaCar se spustil v Turecku v září 2014 [22]
- BlaBlaCar vstoupil na trh v Indii v lednu 2015 [23]
- BlaBlaCar zahájil provoz v Mexiku nákupem Aventones v dubnu 2015 [24]
- BlaBlaCar expandoval do Maďarska, Chorvatska, Rumunska a Srbska získáním AutoHopu v dubnu 2015 [25]
- BlaBlaCar koupil Carpooling.com v dubnu 2015 [26]
- BlaBlaCar vstoupil na trh v Brazílii v prosinci 2015
- V roce 2016 BlaBlaCar expanduje do České republiky a na Slovensko nákupem Jízdomatu [27]

## Ocenění
BlaBlaCar od svého vzniku získal více než 50 ocenění a vyznamenání, nedávno i speciální cenu od Le Figaro pro Nejlepší místo k práci podle INSEAD Business School.